# Shahbaz
 (septembre 2021).
Si vous disposez d'ouvrages ou d'articles de référence ou si vous connaissez des sites web de qualité traitant du thème abordé ici, merci de compléter l'article en donnant les références utiles à sa vérifiabilité et en les liant à la section « Notes et références ».

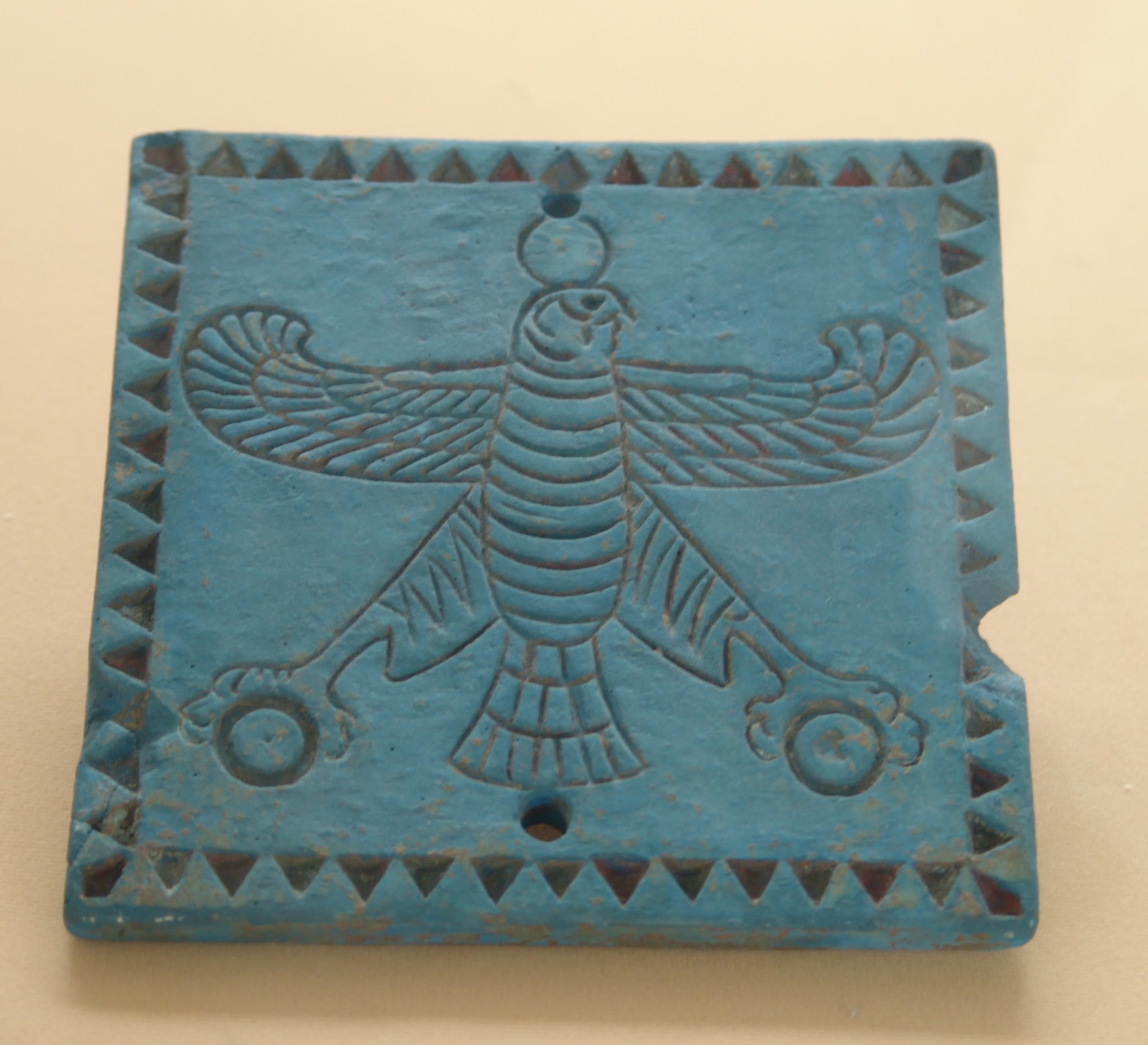
Shahbaz

Le Shahbaz (littéralement: faucon royal) est un oiseau de la mythologie iranienne, à l'apparence d'aigle ou de grand faucon. La légende le fait vivre dans le Zagros, l'Elbourz et les montagnes de Ghafghaz, qui ont toujours suscité de forts récits légendaires en Iran.